# Školjić (Funtana)
Školjić je nenaseljeni otočić uz zapadnu obalu Istre, dio Vrsarskog otočja. Nalazi se 50 metara od obale i gradića Funtane.
Površina otoka je 87072, duljina obalne crte 369 m, a visina 6 metara.
Prema Zakonu o otocima, a glede demografskog stanja i gospodarske razvijenosti, Školjić je svrstan u "male, povremeno nastanjene i nenastanjene otoke i otočiće" za koje se donosi programe održivog razvitka otoka.
U Državnom programu zaštite i korištenja malih, povremeno nastanjenih i nenastanjenih otoka i okolnog mora Ministarstva regionalnoga razvoja i fondova Europske unije, svrstan je pod hridi. Ppripada općini Funtana.

## Turizam
Na otoku je arheološko nalazište iz brončanog doba. Otočić je bio zapušten do 2019. kada je preuređen i prigodno nazvan Histri Island, u sklopu novootvorenog kamperskog odmarališta. Od preuređenja nudi različite zabavne programe kao tematsko igralište za djecu u središtu otoka na kojem se održavaju brojni animacijski programi. Pri preuređenju vodilo se računa o specifičnosti lokacije te su materijali, tehnika gradnje, raspored u prostoru i ostali elementi uređenja u skladu s vremenskim razdobljem nalazišta.

## Vanjske poveznice
|  | Zajednički poslužitelj ima još gradiva o temi Školjić (Funtana) |